# Schaatsen op de Olympische Winterspelen 2002 - 1500 meter vrouwen
De 1500 meter vrouwen op de Olympische Winterspelen 2002 werd op woensdag 20 februari 2002 in de Utah Olympic Oval in Salt Lake City, Verenigde Staten verreden.
Anni Friesinger reed op deze afstand het hele seizoen al goed – ze had vijf voorgaande wereldbekerwedstrijden gewonnen, en was in het bezit van het wereldrecord. Ze won de gouden medaille in een nieuw olympisch- en wereldrecord, en de meest constante tweede rijdster dit seizoen, Jennifer Rodriguez, kon niet voorkomen dat Sabine Völker nog beslag legde op de zilveren medaille.

## Tijdschema
| Datum                | Lokale tijd | MET   |
| -------------------- | ----------- | ----- |
| woensdag 20 februari | 17:00       | 09:00 |

## Records[1]
| Titelhouder      | Marianne Timmer | Nederland |         |
| Wereldrecord     | Anni Friesinger | Canada    | 1.54,38 |
| Olympisch record | Marianne Timmer | Nederland | 1.57,58 |

## Statistieken

### Uitslag
| #      | Naam                   | Land | Tijd    | Verschil |
| ------ | ---------------------- | ---- | ------- | -------- |
| Goud   | Anni Friesinger        | GER  | 1.54,02 |          |
| Zilver | Sabine Völker          | GER  | 1.54,97 |          |
| Brons  | Jennifer Rodriguez     | USA  | 1.55,32 |          |
| 4      | Cindy Klassen          | CAN  | 1.55,59 |          |
| 5      | Chris Witty            | USA  | 1.55,71 |          |
| 6      | Claudia Pechstein      | GER  | 1.55,93 |          |
| 7      | Tonny de Jong          | NED  | 1.56,02 |          |
| 8      | Amy Sannes             | USA  | 1.56,29 |          |
| 9      | Maki Tabata            | JPN  | 1.56,35 |          |
| 10     | Varvara Barysjeva      | RUS  | 1.56,44 |          |
| 11     | Annamarie Thomas       | NED  | 1.56,45 |          |
| 12     | Emese Hunyady          | AUT  | 1.56,51 |          |
| 13     | Becky Sundstrom        | USA  | 1.57,33 |          |
| 14     | Aki Tonoike            | JPN  | 1.57,97 |          |
| 15     | Li Song                | CHN  | 1.58,31 |          |
| 16     | Chiara Simionato       | ITA  | 1.58,52 |          |
| 17     | Tatyana Trapeznikova   | RUS  | 1.59,00 |          |
| 18     | Valentina Jaksjina     | RUS  | 1.59,28 |          |
| 19     | Gao Yang               | CHN  | 1.59,51 |          |
| 20     | Kristina Groves        | CAN  | 1.59,54 |          |
| 21     | Marianne Timmer        | NED  | 1.59,60 |          |
| 22     | Marion Wohlrab         | GER  | 1.59,67 |          |
| 23     | Krisztina Egyed        | HUN  | 1.59,86 |          |
| 24     | Yayoi Nagaoka          | JPN  | 1.59,93 |          |
| 25     | Cindy Overland         | CAN  | 2.00,02 |          |
| 26     | Katarzyna Wojcicka     | POL  | 2.00,59 |          |
| 27     | Nicola Mayr            | ITA  | 2.00,73 |          |
| 28     | Zhang Xiaolei          | CHN  | 2.01,23 |          |
| 29     | Yuri Obara             | JPN  | 2.01,39 |          |
| 29     | Choi Yun-suk           | KOR  | 2.01,39 |          |
| 31     | Andrea Jakab           | ROU  | 2.02,23 |          |
| 32     | Anzjelika Gavrilova    | KAZ  | 2.03,22 |          |
| 33     | Baek Eun-bi            | KOR  | 2.03,87 |          |
| 34     | Svetlana Tsjepelnikova | BLR  | 2.04,06 |          |
| 35     | Ilonda Lūse            | LAT  | 2.04,25 |          |
| 36     | Daniela Oltéan         | ROU  | 2.04,48 |          |
| 37     | Marina Poepina         | KAZ  | 2.05,13 |          |
| 38     | Jelena Mjagkich        | UKR  | 2.05,32 |          |
| DNF    | Renate Groenewold      | NED  | --      |          |

1932 (d.) · 
1960 · 
1964 · 
1968 · 
1972 · 
1976 · 
1980 · 
1984 · 
1988 · 
1992 · 
1994 · 
1998 · 
2002 · 
2006 · 
2010 · 
2014 · 
2018 ·
2022